# Camelophistes
Camelophistes is een geslacht van rechtvleugeligen uit de familie veldsprinkhanen (Acrididae). De wetenschappelijke naam van dit geslacht is voor het eerst geldig gepubliceerd in 1994 door Key.

## Soorten
Het geslacht Camelophistes  is monotypisch en omvat slechts de volgende soort:
- Camelophistes falcigera (Key, 1994)